# Paustians hus

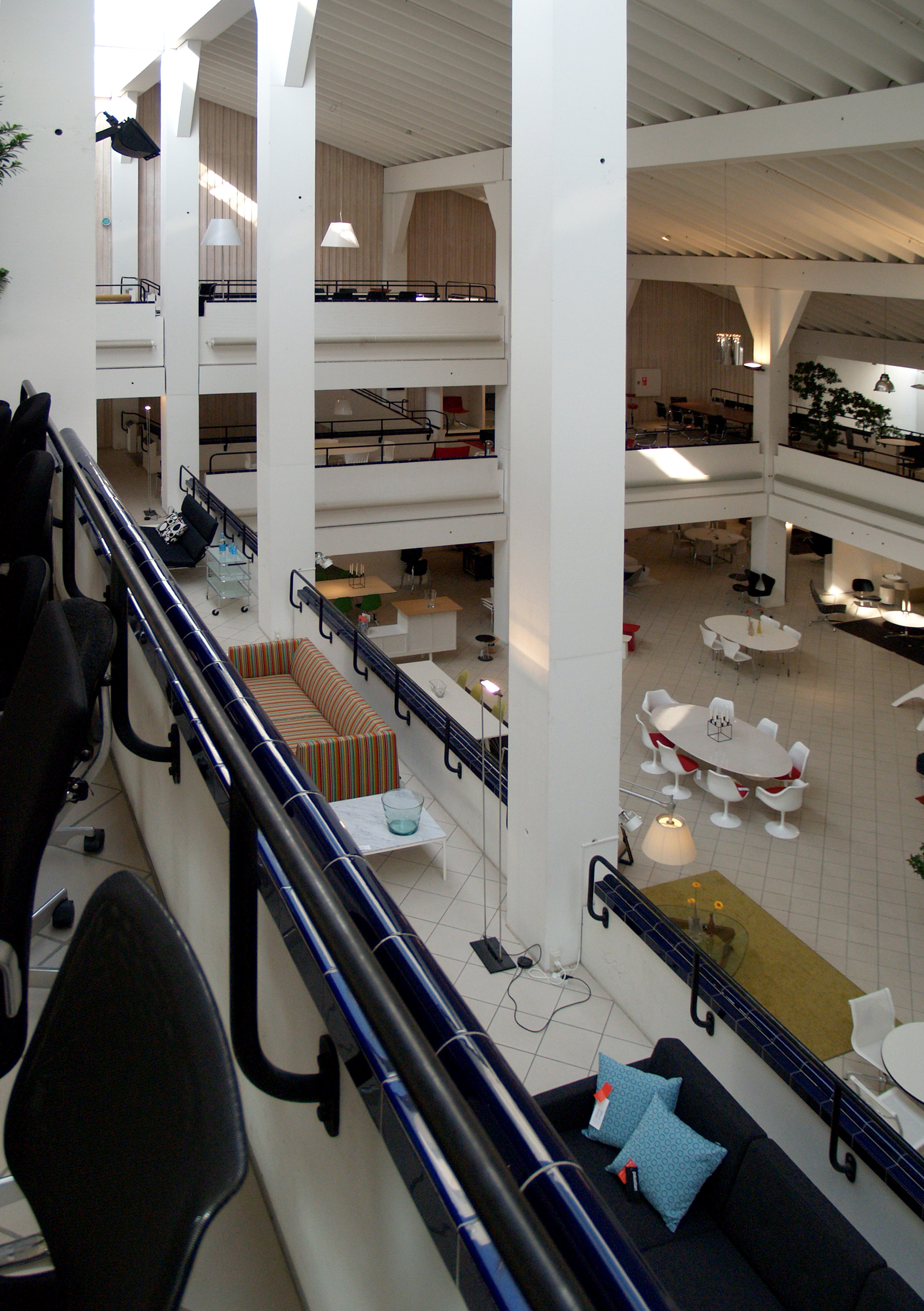
Interiör

Paustians hus är en byggnad i Nordhavnen, en del av Østerbro i Köpenhamn, uppförd 1987 och ritad av arkitekten Jørn Utzon. Den används som utställningslokal (showroom) för möbler. Utzons son Kim Utzon ritade två tillhörande byggnader år 2000.
Inspirationen till byggnadens höga pelare kommer från de höga, smala stammarna i en bokskog. Uppe under taket delar sig pelarna som grenar och blad i en trädkrona. Den vita fasaden och de eleganta pelarna får huset att påminna om ett tempel, vilket ger en extra kontrast då det ligger mittemot det bastanta kraftvärmeverket Svanemølleværket.
Huset blev kulturskyddat 2012.